# تيد إيفانز
تيد إيفانز (بالإنجليزية: Ted Evans)‏ (1 أبريل 1868 في المملكة المتحدة - 1 يناير 1942) هو لاعب كرة قدم بريطاني (وحمل سابقاً جنسية المملكة المتحدة لبريطانيا العظمى وأيرلندا) في مركز الهجوم. لعب مع بورت فايل وستوك سيتي ونادي بوري.